# Paul Frère
Paul Frère (n. 30 ianuarie 1917 - d. 23 februarie 2008) a fost un pilot belgian de Formula 1 care a evoluat în Campionatul Mondial între anii 1952 și 1956.

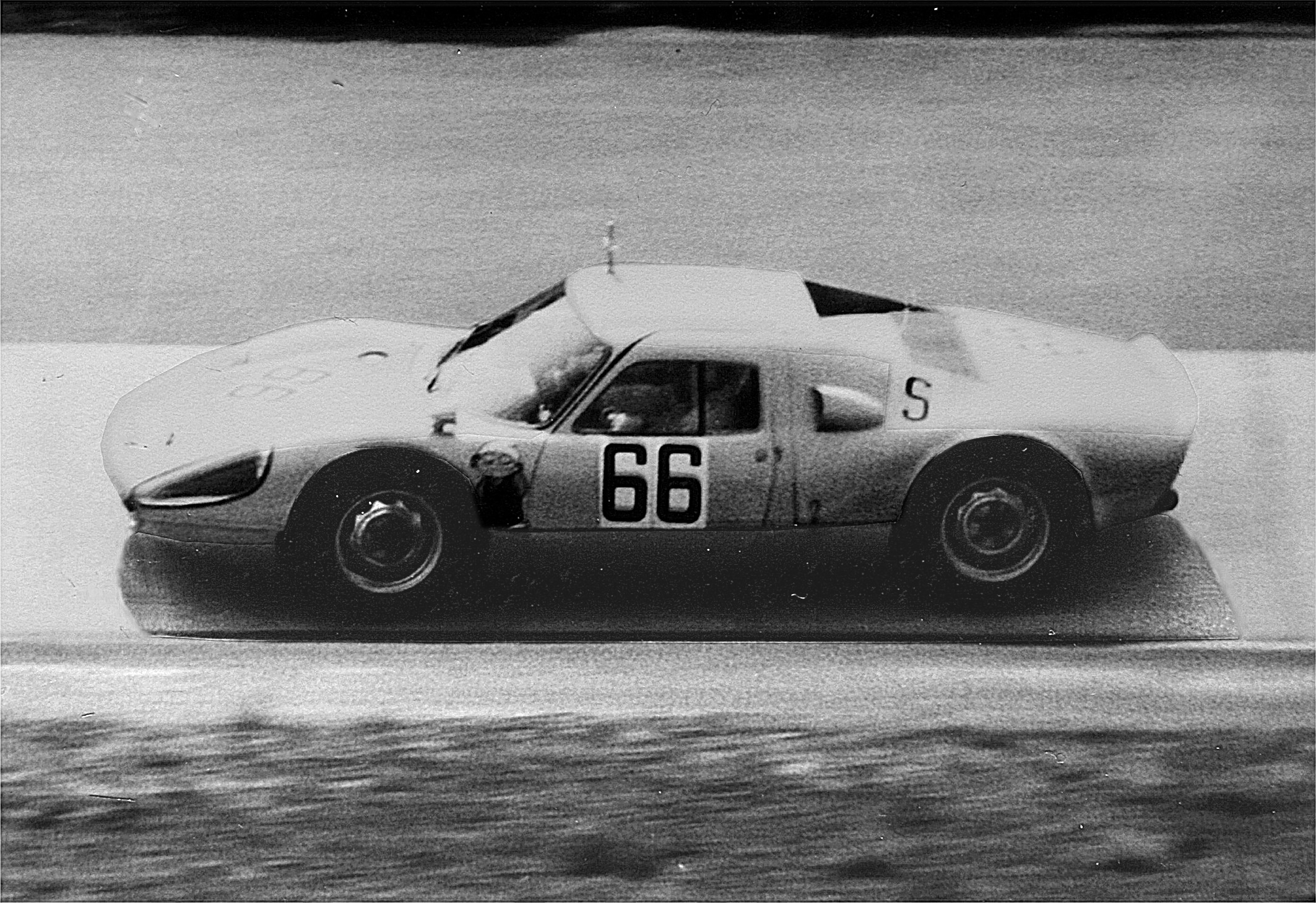
Porsche 904

1. 1 2 3 4  Fichier des personnes décédées mirror, accesat în 25 octombrie 2021
2. 1 2 3  Autoritatea BnF, accesat în 10 octombrie 2015
3. 1 2  Paul Frere, GeneaStar
4. ↑  Paul Frère, Biographie nationale de Belgique, accesat în 9 octombrie 2017
5. 1 2  Paul Frère, BD Gest', accesat în 9 octombrie 2017
6. ↑  „Paul Frère”, Gemeinsame Normdatei, accesat în 11 decembrie 2014
7. ↑   http://www.motorsport.com/news/article.asp?ID=280678 Lipsește sau este vid: |title= (ajutor)
8. ↑  IdRef